# Нигде
Ни́где (тур. Niğde — произносится «нийдэ́») — город, административный центр ила Нигде в центральной части Турции. Население 78 088 человек и  99 308 в пригородных деревнях. Высота 1300 м.
Город окружён вулканическими горами Мелендиз и Позанты.

## Название
Название Нигде восходит к названию города в античные времена Накита (Нахита), которое, в свою очередь, происходит от хеттского названия na-hi-ti-ia, впервые упомянутого в надписи лувийского царя Саруаниса. По другим источникам, восходит к эпитету Анахи́та («незапятнанная») древнеиранской богини воды и плодородия Ардви.

## История
Местность вокруг Нигде находилась на пересечении древних торговых путей и связана с богатой историей. В районе Чифтлик находится неолитическое поселение Тепечик-Чифтлик. Эта территория в разное время входила в состав Хеттского царства, Ассирии, империи Александра Македонского, Великой Армении, Римской империи, Византии и Турции. В начале XIII века Нигде был одним из самых больших городов Анатолии.
До 1923 года значительную часть населения составляли христиане, в основном греки.
Уроженцем города был известный греческий промышленник и меценат Продромос Бодосакис (1891—1979).
В 1950-е и 1960-е годы в Нигде переселились турки из Болгарии и Греции.

## Нигде сегодня
В 1992 году открылся университет, и город приобрёл культурное значение. В целом город в равной степени религиозный и консервативный.
В окрестностях Нигде находятся значительные исторические и культурные памятники, есть значимый археологический музей.

## Достопримечательности  города и окрестностей
- Крепость Нигде на холме над старым городом
- Подземные города на восемь этажей, в которых местные жители скрывались во время войн и неурядиц — от периода до н. э. до времён, когда христиане прятались от воинственных турок. (Деринкую)
- Сельджукская Мечеть султана Алаэддина Кейкубата, тень которого днём представляет собой силуэт красивой девушки
- Могила Хюдавенд-хатун (1312), дочери сельджукского султана Кылыч-Арслана IV
- Могила сына сельджукского султана династии Гюндогду, (1344)
- Ак-медресе — сейчас археологический музей
- Мечеть и мавзолей монгольского наместника Сунгур-бея (1335) и мечеть Шах 1413.
- Мечеть Ханым-джамии (1452)
- Мечеть Паша-джамии XV века
- Паша-хамамы — старая турецкая баня
- Мечеть Дышары-джами («Внешняя мечеть») XVI века
- Крытый базар, который построил в XVII веке Мехмед-паша Соколович в дар жителям города за поддержку султана Селима II во время неурядиц.
- Музей, в котором выставлены находки также 5000 до н. э.
- Римские могилы в деревне Каратлы
- Церковь VI века в селении Андавал (Акташ)
- Скальный монастырь византийских времён в Гюмюшлере со знаменитыми фресками.
- Минеральные и грязевые ванны в Коджапынаре.

## Галерея

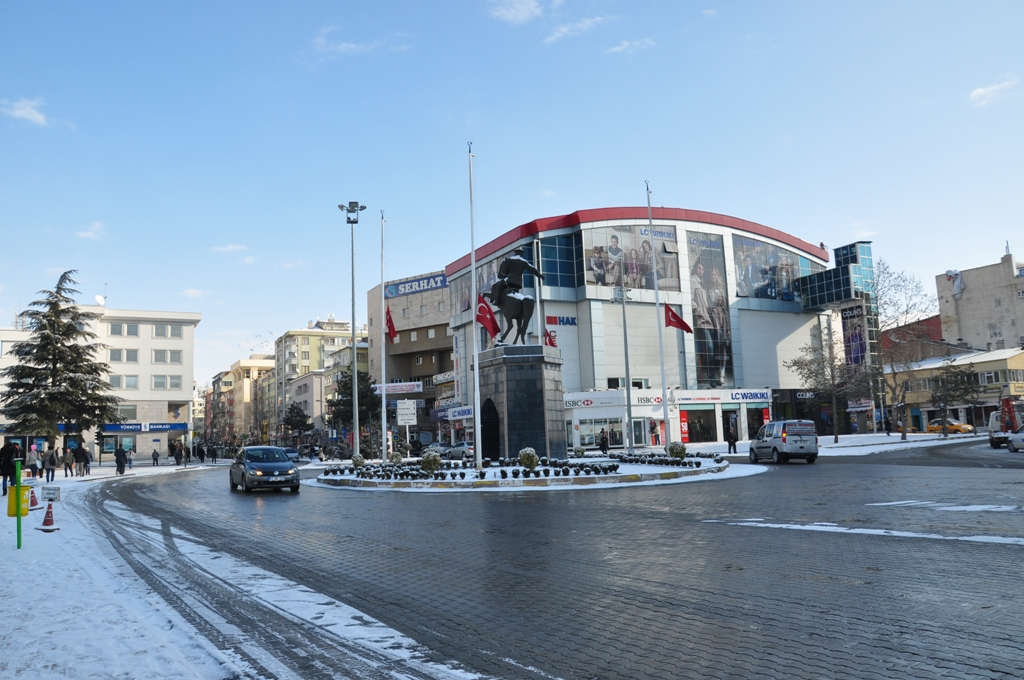
Центр города Нигде
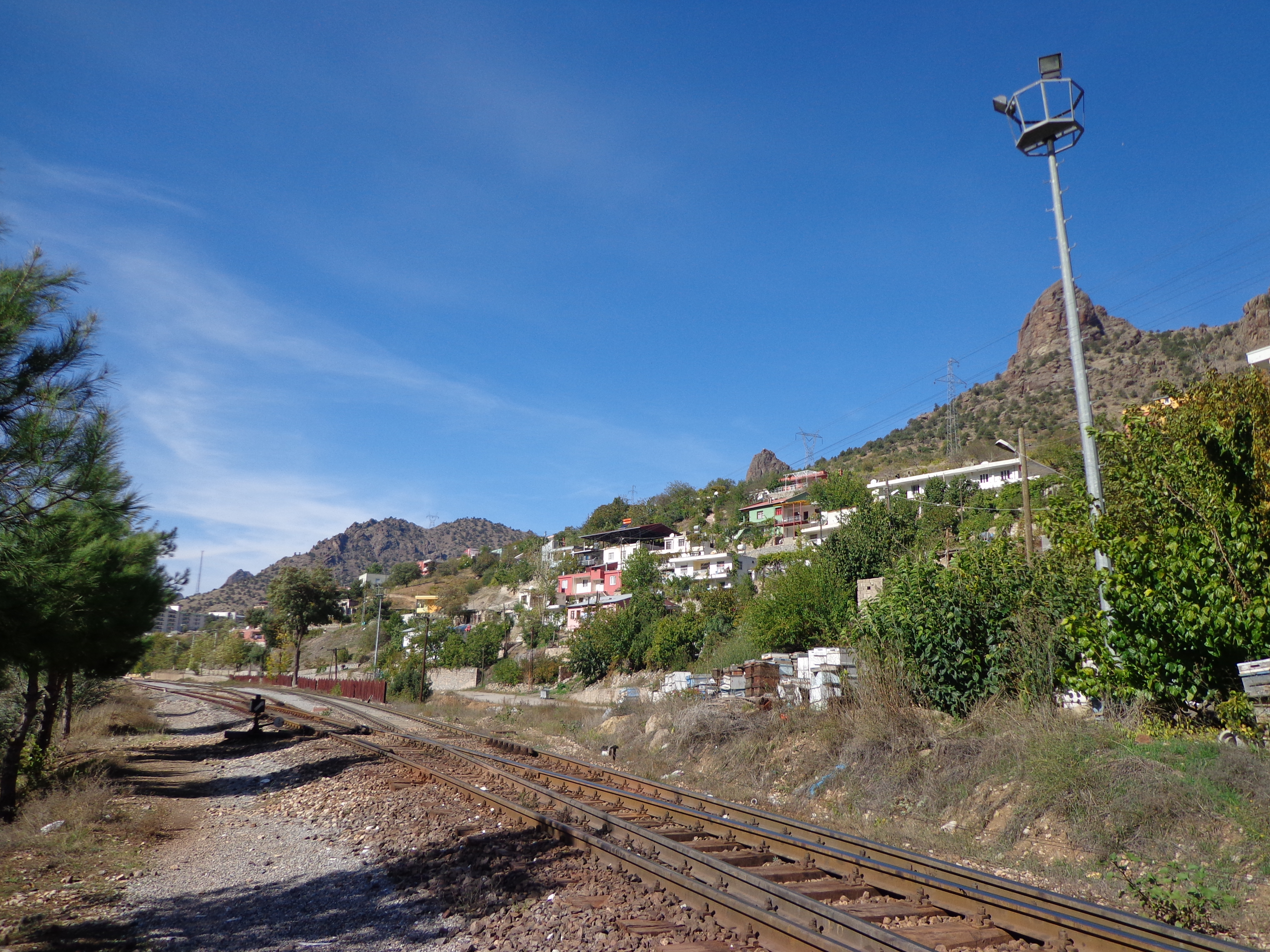
Чифтехан
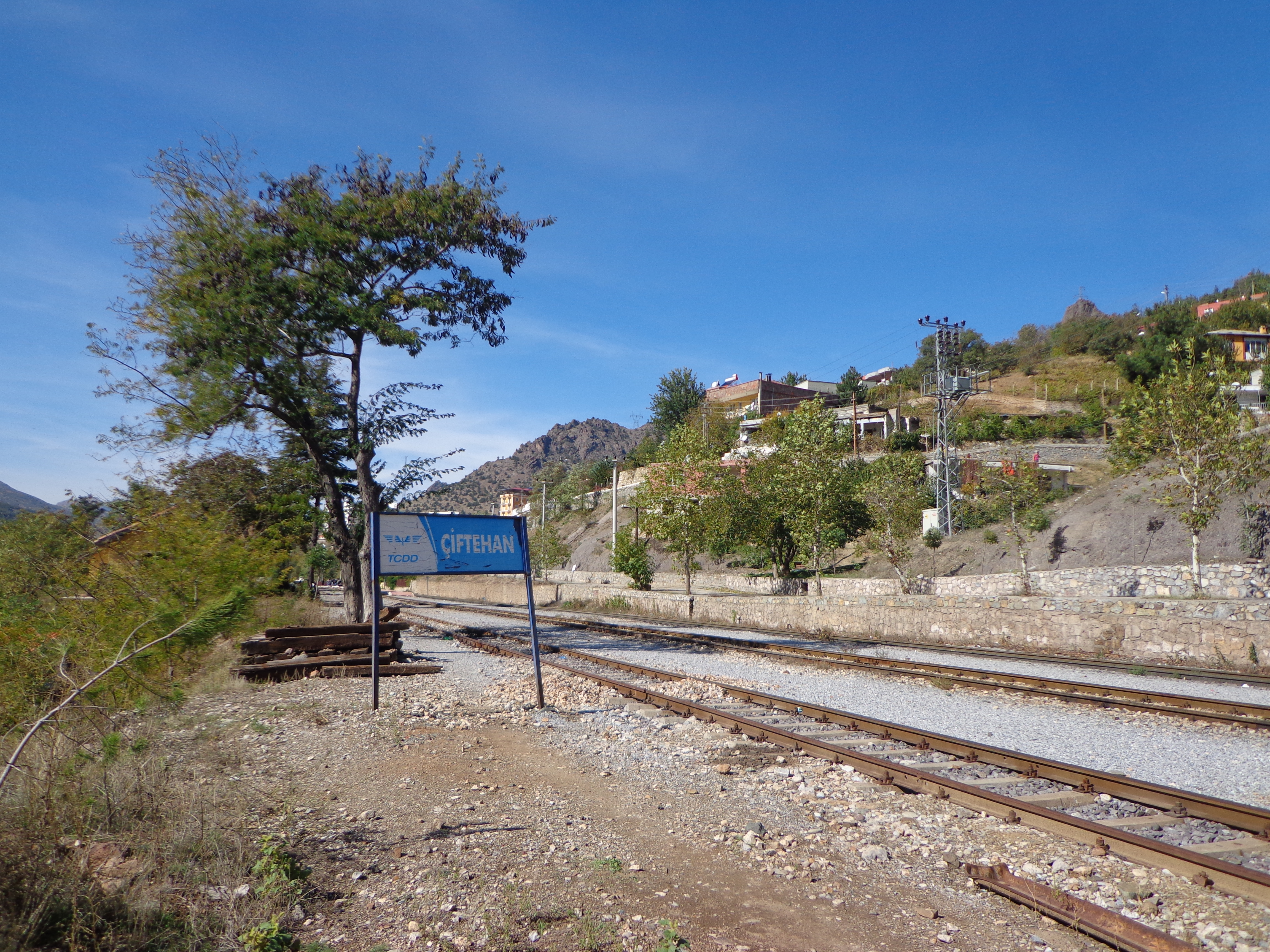
Чифтехан